# 库木德尔瓦扎街道
库木德尔瓦扎街道，是中华人民共和国新疆维吾尔自治区喀什地区喀什市下辖的一个乡镇级行政单位。

## 行政区划
库木德尔瓦扎街道下辖以下地区：
库木德尔瓦扎路社区、解放南路社区、七里桥社区、克孜都维路社区、文化路社区、克孜勒河社区、大众路社区和人民西路社区。